# آرسیموتو
آرسیموتو (انگلیسی: Arcimoto) شرکت خودروسازی آمریکایی است، که در سال ۲۰۰۷ تأسیس شد.